# Borki (Gorzyce)
Borki – osada wsi Gorzyce w Polsce położona w województwie podkarpackim, w powiecie przeworskim, w gminie Tryńcza, w sołectwach Gorzyce i Ubieszyn.
W latach 1975–1998 osada położona była w województwie przemyskim.
Borki powstały w XIX wieku początkowo jako zabudowania folwarku trynieckiego. Obejmują obecnie 14 domów, są położone na granicy obrębów ewidencyjnych Gorzyc (8 domów) i Ubieszyna (6 domów).

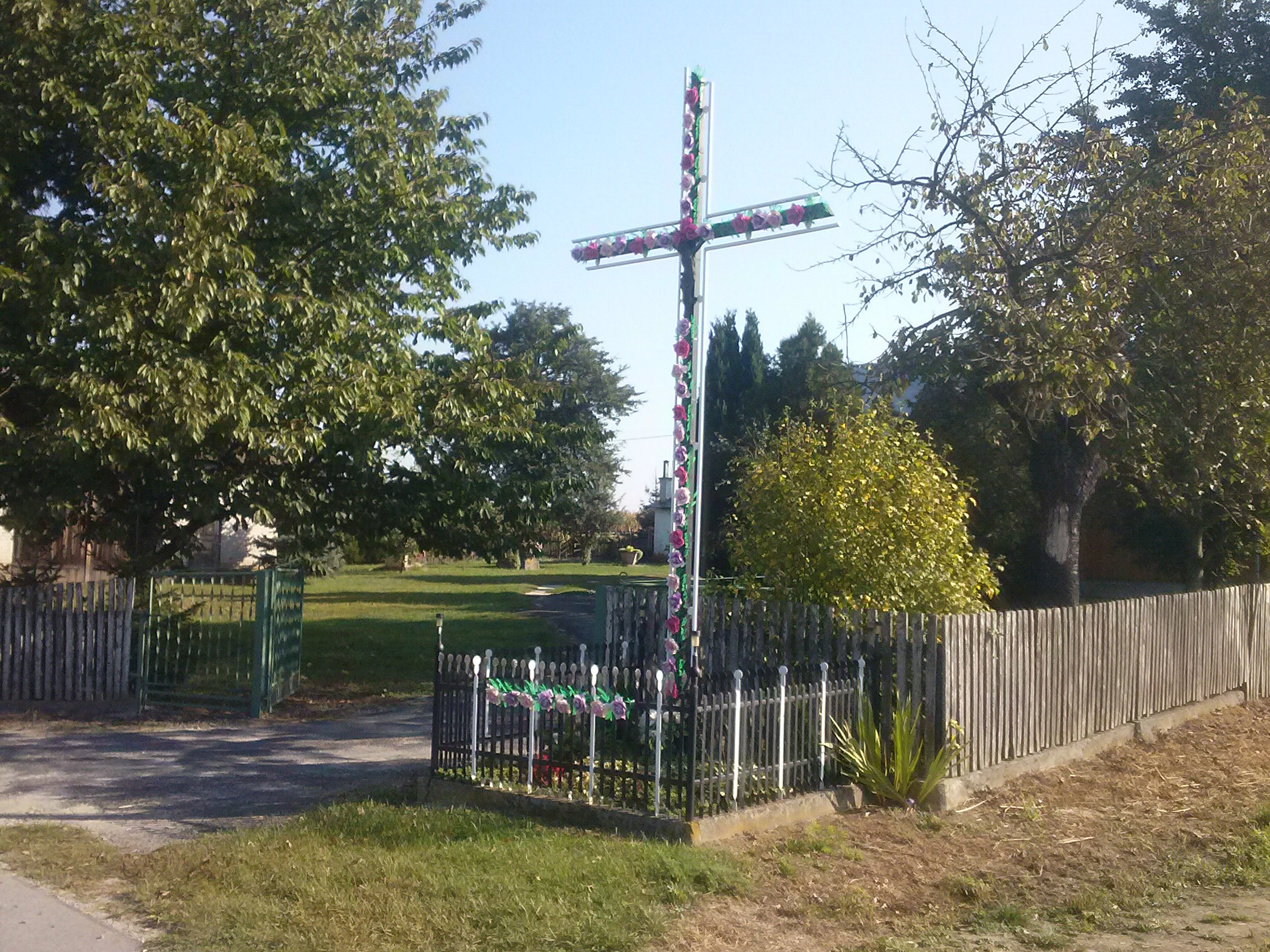
Krzyż przydrożny w Gorzyckiej części Borków
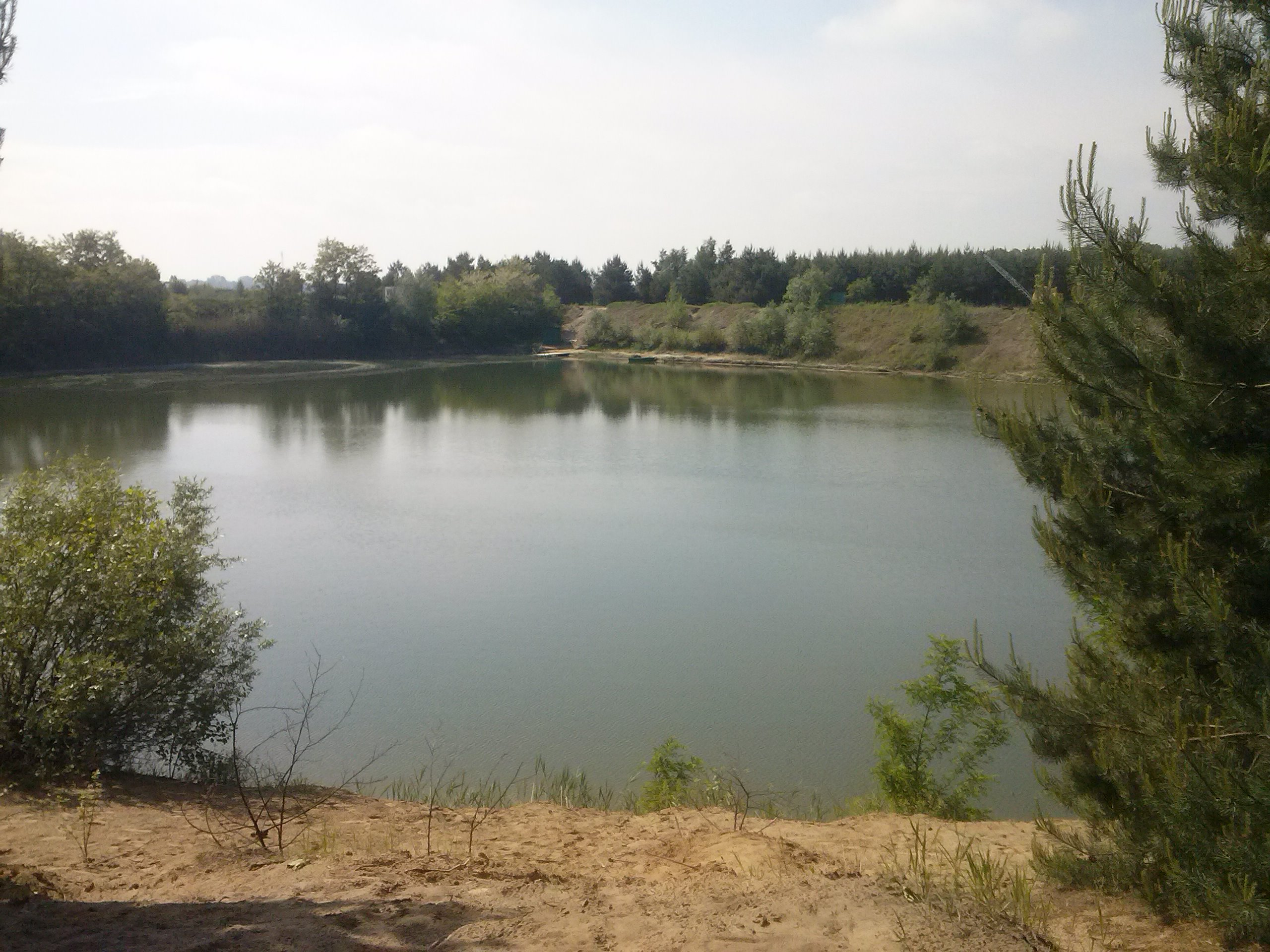
Jezioro na żwirowni w pobliżu Borków